# Rivière Iyinu Kaniput
Rivière Iyinu Kaniput är ett vattendrag i Kanada.   Det ligger i provinsen Québec, i den östra delen av landet, 600 km norr om huvudstaden Ottawa. Rivière Iyinu Kaniput ligger vid sjön Lac Ashimwakw.
Trakten runt Rivière Iyinu Kaniput är nära nog obefolkad, med mindre än två invånare per kvadratkilometer.